# العلاقات الجيبوتية السويسرية
العلاقات الجيبوتية السويسرية هي العلاقات الثنائية التي تجمع بين جيبوتي وسويسرا.

## مقارنة بين البلدين
هذه مقارنة عامة ومرجعية للدولتين:
| وجه المقارنة                                              | جيبوتي                    | سويسرا                                                                                      |
| --------------------------------------------------------- | ------------------------- | ------------------------------------------------------------------------------------------- |
| المساحة (كم2)                                             | 23.20 ألف                 | 41.28 ألف                                                                                   |
| عدد السكان (نسمة)                                         | 956.99 ألف                | 8.21 مليون                                                                                  |
| الكثافة السكانية (ن./كم²)                                 | 41.25                     | 198.89                                                                                      |
| العاصمة                                                   | جيبوتي                    | برن                                                                                         |
| اللغة الرسمية                                             | لغة فرنسية، اللغة العربية | اللغة الألمانية، اللغة الإيطالية، لغة فرنسية، اللغة الرومانشية، الألمانية السويسرية الموحدة |
| العملة                                                    | فرنك جيبوتي               | فرنك سويسري                                                                                 |
| الناتج المحلي الإجمالي (بليون دولار)                      | 1.84 مليار                | 678.89 مليار                                                                                |
| الناتج المحلي الإجمالي (تعادل القوة الشرائية) بليون دولار | 3.10 مليار                | 518.07 مليار                                                                                |
| الناتج المحلي الإجمالي الاسمي للفرد دولار أمريكي          | 1.95 ألف                  | 80.94 ألف                                                                                   |
| الناتج المحلي الإجمالي للفرد دولار أمريكي                 | 3.27 ألف                  | 59.54 ألف                                                                                   |
| مؤشر التنمية البشرية                                      | 0.470                     | 0.930                                                                                       |
| رمز المكالمات الدولي                                      | +253                      | +41                                                                                         |
| رمز الإنترنت                                              | .dj                       | .ch، .swiss ‏                                                                                |
| المنطقة الزمنية                                           | ت ع م+03:00               | توقيت وسط أوروبا، ت ع م+01:00، ت ع م+02:00، أوروبا/زيورخ ‏                                   |

## منظمات دولية مشتركة
يشترك البلدان في عضوية مجموعة من المنظمات الدولية، منها:
| علم المنظمة | اسم المنظمة                        | تاريخ انضمام جيبوتي | تاريخ انضمام سويسرا |
| ----------- | ---------------------------------- | ------------------- | ------------------- |
|             | مؤسسة التمويل الدولية              | 1 أكتوبر 1980       | 29 مايو 1992        |
|             | منظمة حظر الأسلحة الكيميائية       | ?                   | ?                   |
|             | يونسكو                             | 31 أغسطس 1989       | 28 يناير 1949       |
|             | البنك الإفريقي للتنمية             | ?                   | ?                   |
|             | الاتحاد الدولي للاتصالات           | 22 نوفمبر 1977      | 1866                |
|             | الأمم المتحدة                      | 20 سبتمبر 1977      | 10 سبتمبر 2002      |
|             | منظمة الشرطة الجنائية الدولية      | ?                   | ?                   |
|             | البنك الدولي للإنشاء والتعمير      | 1 أكتوبر 1980       | 29 مايو 1992        |
|             | الاتحاد البريدي العالمي            | ?                   | ?                   |
|             | مؤسسة التنمية الدولية              | 1 أكتوبر 1980       | 29 مايو 1992        |
|             | منظمة التجارة العالمية             | ?                   | ?                   |
|             | وكالة ضمان الاستثمار متعدد الأطراف | 12 يناير 2007       | 12 أبريل 1988       |

## وصلات خارجية
- موقع وزارة الخارجية السويسرية